# 比治山大学短期大学部
比治山大学短期大学部（日语：／ Hijiyama Daigaku Tankidaigakubu *），简称比治短，是一所位于日本 广岛县广岛市 东区的私立短期大学。前'比治山女子短期大学（日语：／ Hijiyama Joshi tankidaigaku *）。

## 概要

### 简介
- 源流成立于1939年[1][2]。短期大学为于1966年开办[2]、由学校法人比治山学园经营、为男女同校从1998年[2]。

### 历史
- 1966年 比治山女子短期大学成立并同时日文科（招生到于1993年、停办于1996年）[2]。
- 1967年 两个学科成立、以下列举[3][2]。
  - 家政科
  - 美术科
- 1970年 幼儿教育科成立[2]。
- 1974年 家政科分离为两个专攻、以下列举[2]。
  - 家政专攻
  - 服装专攻[注 6]。
- 1985年 两个专攻成立于专科、以下列举[2]。
  - 日文专攻：停办于1996年。
  - 幼儿教育专攻（1997年大学评价・学位授与机构认定认证、停办于2011年）
- 1994年 家政科改名为生活学科[2]各专攻改名为、以下列举。
  - 家政专攻→生活科学专攻
  - 服装专攻[注 6]改名为生活文化专攻。
- 1998年 改校名为比治山大学短期大学部改称、开始招収男学生。
- 2002年 美术专攻成立于专科[2]。
- 2004年 生活学科改名为总合生活学科[2]。
- 2007年 营养专攻成立于专科[2]。

### 宪章
- 请参看比治山大学短期大学部的标志 （页面存档备份，存于） （日語） 2014年4月12日阅览。

## 学校环境
- 校区：在广岛县广岛市 东区

## 交通
- 广岛高速交通广岛新交通1号线不动院前站下车。

## 历任校长
- 国信玉三：第一代短期大学校长[4]。
- 二宫皓：现在短期大学校长[5]

## 对外交流
- 美国夏威夷大学

## 组织

### 学科
- 总合生活设计学科
- 幼儿教育科
- 美术科

### 前学科
| - 日文科 - 生活学科 - 生活科学专攻 - 生活文化专攻 |

### 专科
| - 营养专攻 - 美术专攻 |

### 前专科
| - 日文专攻 - 幼儿教育专攻 |

### 业余课程
| - 没有 |

## 活动
- 体育系:篮球、排球、足球、柔道、剑道。
- 文化系:书道、写真、电影。

### 附属学校
- 幼儿园：前比治山女子短期大学附属幼儿园成立于1968年[2]

## 相关链接
- 日本短期大学列表